# Akdeniz (Mersin)
Akdeniz (deutsch: Mittelmeer, wörtlich: weißes Meer) ist eine Stadtgemeinde (Belediye) im gleichnamigen Ilçe (Landkreis) der Provinz Mersin in der türkischen Mittelmeerregion und zugleich ein Stadtbezirk der 1993 gebildeten Büyükşehir belediyesi Mersin (Großstadtgemeinde/Metropolprovinz). Seit der Gebietsreform ab 2013 ist die Gemeinde flächen- und einwohnermäßig identisch mit dem Landkreis. Er ist der östlichste Teil der Provinzhauptstadt Mersin, die 2008 in vier Kreise aufgeteilt wurde.
Durch das Gesetz Nr. 5747 wurde der Kreis zusammen mit den anderen drei Kreisen Mezitli, Toroslar und Yenişehir aus dem aufgelösten zentralen Landkreis (Merkez Ilçe) der Provinzhauptstadt gebildet. Akdeniz ist der östlichste dieser vier Kreise und vereint (als zweitkleinster Kreis davon) etwa  14 Prozent der Fläche. Der Bevölkerungsanteil betrug Ende 2020 24,7 Prozent (von insgesamt 1.050.301 Einwohner).
Bei der Kreisbildung wurden die sechs Belediye Adanalıoğlu, Bahçeli, Dikilitaş, Karacailyas, Kazanlı und Yenitaşkent aus dem zentralen Landkreis abgetrennt und im neugebildeten Kreis Akdeniz in die Stadt Akdeniz eingegliedert. Ebenso wurde mit den beiden Städten Bağcılar und Huzurkent aus dem Kreis Tarsus verfahren. Des Weiteren gelangten acht der 62 Dörfer des aufgelösten zentralen Landkreises in den Kreis Akdeniz, ehe sie im Zuge der Verwaltungsreform 2013/2014 in Mahalle umgewandelt wurden. Bis Ende 2013 stieg damit die Anzahl der Mahalle von 57 auf 65. Den Mahalle (Stadtviertel/Ortsteile) steht ein Muhtar als oberster Beamter vor.
Ende 2020 bewohnten im Durchschnitt 3.990 Menschen jeden Mahalle. Die meisten davon in diesen:
- Şevketsümer Mah. (24.551)
- Güneş Mah. (21.516)
- Çilek Mah. (16.308)

- Gündoğdu Mah. (15.389)
- Yeni Mah. (15.264)

- Hal Mah. (14.609)
- Çay Mah. (12.302 Einw.)